# Qilihe
Qilihe léase Chi-Lijó (en chino simplificado, 七里河区; pinyin, Qīlǐhé qū, lit:río 7 Li) es un distrito urbano bajo la administración directa de la ciudad-prefectura de Lanzhou. Se ubica en la provincia de Gansu, centro-norte de la República Popular China. Su área es de 397 km² y su población total para 2010 fue +500 mil habitantes.

## Administración
El distrito de Qilihe se divide en 14 pueblos que se administran en 9 subdistritos, 5 poblados y 1 villa.